# 林晃汰
林 晃汰（はやし こうた、2000年11月16日 - ）は、和歌山県岩出市出身のプロ野球選手（内野手）。右投左打。広島東洋カープ所属。

## 経歴

### プロ入り前
岩出小学校1年から岩出ヤンキースで野球を始め、6年時にタイガースジュニアに選出される。岩出中学校に進学後は紀州ボーイズでプレー。小中時代は主に捕手として出場した。中学時代は通算32本塁打を記録する。
智辯和歌山高校に進学すると、三塁手に転向し1年春の県大会から出場する。1年夏は「5番・三塁手」で起用され、地方予選ベスト8。1年秋から3番を任され、2年夏に甲子園初出場。初戦の興南戦で中堅左に本塁打を打つ。大会中に右肘を疲労骨折し、大会後に手術を行ったため秋季大会及び近畿大会に出場できずリハビリに専念する。3年春の甲子園ではチームを準優勝に導くが、優勝候補に挙げられた3年夏の甲子園では近江高校に敗れ初戦敗退。
2018年10月25日のドラフト会議では広島東洋カープから3位指名を受け、11月15日に契約金4500万円、年俸600万円で仮契約を結んだ（金額は推定）。背番号は44。

### 広島時代
2019年は、ウエスタン・リーグで102試合に出場。315打数71安打、打率.225、OPS.674を記録。1年目の本塁打7本はウエスタン・リーグの高卒1年目の新人では最多タイである。
2020年は、ウエスタン・リーグで4番打者を務め、打率.266（リーグ6位）、69安打（リーグ2位）、9本塁打（リーグ2位）、40打点（リーグ2位）を記録。10月2日に一軍に初昇格し、10月9日にはプロ初安打を記録した。
2021年は、5月にチーム内での新型コロナウイルスのクラスターが発生したことから一軍での試合出場が増加。5月29日にはプロ初本塁打を記録すると、6月にはスタメンに定着した。最終的には102試合に出場、打率.266、95安打、10本塁打、40打点を記録した。
2022年は、前年の成績から期待されたが、オープン戦から不振に陥り、オープン戦後は二軍降格となった。ウエスタン・リーグでは102試合に出場ながらも、打率.217、78安打、2本塁打、27打点と不振は続き、飛躍した前年から一転して一軍出場なしに終わった。
2023年は、5月19日から一軍登録され、5月23日の中日ドラゴンズ戦（MAZDA Zoom-Zoom スタジアム広島）では、福谷浩司からライトスタンドの二階席後方のひろぎん証券の看板に当たる特大の先制本塁打を放った。後日、ひろぎんグループから「特別ホームラン賞」が贈呈された。2年ぶりに一軍出場をしたが20試合の出場に留まり、三塁の守備では9試合で4失策と課題を残した。
2024年は、一軍の二次春季キャンプ（コザしんきんスタジアム）まで残るものの二軍で開幕を迎える。5月14日に一軍昇格。数試合連続でスタメン起用され、5月19日の対巨人戦（マツダ）では適時打を放ち4打数2安打1打点と活躍するも、6月9日に二軍降格。降格後のウエスタン・リーグでは、7月に打率.375を記録しファーム月間MVPに選出される好調を見せ、故障したジェイク・シャイナーと入れ替わる形で8月1日に一軍再昇格。その後も再降格と再昇格を繰り返し、最終的に一軍27試合に出場し打率.183、11安打0本塁打2打点の成績を残した。10月28日に前年より50万円増の推定年俸1200万円で契約更改。

## 選手としての特徴・人物
高校通算49発のパンチ力と広角に長打を運べるバッティングが魅力。
手本とする選手として、広島に所属していた同じ左打者の丸佳浩を挙げ、将来的にクリーンナップに座ってシーズン40本塁打を目標に掲げた。
3人兄弟の末っ子で2人の兄も野球をしており、長兄は神戸国際大学附属高校時代に夏の甲子園出場を果たしている。
オフの趣味にディズニー映画作品の鑑賞がある。幼少期から数多くの作品を鑑賞しており、一番好きな作品に『アラジン』を挙げている。

## 詳細情報

### 年度別打撃成績
| 年 度     | 球 団     | 試 合 | 打 席 | 打 数 | 得 点 | 安 打 | 二 塁 打 | 三 塁 打 | 本 塁 打 | 塁 打 | 打 点 | 盗 塁 | 盗 塁 死 | 犠 打 | 犠 飛 | 四 球 | 敬 遠 | 死 球 | 三 振 | 併 殺 打 | 打 率 | 出 塁 率 | 長 打 率 | O P S |
| --------- | --------- | ----- | ----- | ----- | ----- | ----- | -------- | -------- | -------- | ----- | ----- | ----- | -------- | ----- | ----- | ----- | ----- | ----- | ----- | -------- | ----- | -------- | -------- | ----- |
| 2020      | 広島      | 4     | 8     | 8     | 1     | 1     | 1        | 0        | 0        | 2     | 0     | 0     | 0        | 0     | 0     | 0     | 0     | 0     | 5     | 1        | .125  | .125     | .250     | .375  |
| 2021      | 広島      | 102   | 376   | 357   | 26    | 95    | 15       | 0        | 10       | 140   | 40    | 0     | 1        | 0     | 1     | 16    | 3     | 2     | 93    | 9        | .266  | .301     | .392     | .693  |
| 2023      | 広島      | 20    | 62    | 58    | 5     | 12    | 4        | 0        | 1        | 19    | 5     | 0     | 0        | 0     | 0     | 3     | 0     | 1     | 20    | 0        | .207  | .258     | .328     | .586  |
| 2024      | 広島      | 27    | 64    | 60    | 4     | 11    | 4        | 0        | 0        | 15    | 2     | 0     | 0        | 0     | 0     | 4     | 1     | 0     | 20    | 3        | .183  | .234     | .250     | .484  |
| 通算：4年 | 通算：4年 | 153   | 510   | 483   | 36    | 119   | 24       | 0        | 11       | 176   | 47    | 0     | 1        | 0     | 1     | 23    | 4     | 3     | 138   | 13       | .246  | .284     | .364     | .649  |

- 2024年度シーズン終了時

### 年度別守備成績
| 年 度 | 球 団 | 一塁  | 一塁  | 一塁  | 一塁  | 一塁  | 一塁     | 三塁  | 三塁  | 三塁  | 三塁  | 三塁  | 三塁     |
| 年 度 | 球 団 | 試 合 | 刺 殺 | 補 殺 | 失 策 | 併 殺 | 守 備 率 | 試 合 | 刺 殺 | 補 殺 | 失 策 | 併 殺 | 守 備 率 |
| ----- | ----- | ----- | ----- | ----- | ----- | ----- | -------- | ----- | ----- | ----- | ----- | ----- | -------- |
| 2020  | 広島  | 2     | 4     | 0     | 1     | 1     | .800     | 1     | 1     | 1     | 0     | 0     | 1.000    |
| 2021  | 広島  | 16    | 61    | 4     | 1     | 3     | .985     | 97    | 59    | 119   | 11    | 7     | .942     |
| 2023  | 広島  | 10    | 80    | 2     | 1     | 6     | .988     | 9     | 3     | 11    | 4     | 1     | .778     |
| 2024  | 広島  | 19    | 114   | 11    | 0     | 3     | 1.000    | -     | -     | -     | -     | -     | -        |
| 通算  | 通算  | 47    | 259   | 17    | 3     | 23    | .989     | 107   | 63    | 131   | 15    | 8     | .928     |

- 2024年度シーズン終了時

### 記録
初記録
- 初出場・初打席：2020年10月3日、対東京ヤクルトスワローズ16回戦（明治神宮野球場）、8回表に森下暢仁の代打で出場、星知弥から空振り三振
- 初先発出場：2020年10月6日、対阪神タイガース18回戦（MAZDA Zoom-Zoom スタジアム広島）、「7番・三塁手」で先発出場
- 初安打：2020年10月9日、対東京ヤクルトスワローズ18回戦（MAZDA Zoom-Zoom スタジアム広島）、8回表に一岡竜司の代打で出場、清水昇から右翼線二塁打
- 初打点：2021年5月18日、対読売ジャイアンツ10回戦（東京ドーム）、5回表に戸郷翔征から左前適時打
- 初本塁打：2021年5月29日、対千葉ロッテマリーンズ2回戦（ZOZOマリンスタジアム）、2回表に美馬学から右中間越ソロ

### 背番号
- 44（2019年[8] - ）

### 登場曲
- 「フレンド・ライク・ミー」（2020年 - ）
- 「ジョックロック｣（智辯学園高等学校･智辯学園和歌山高等学校応援歌）（2021年 - ）
- 「I Love It (feat. Charli XCX)」アイコナ・ポップ（2021年 - ）